# Pagutan (Batukliang)
Pagutan is een bestuurslaag in het regentschap Centraal-Lombok van de provincie West-Nusa Tenggara, Indonesië. Pagutan telt 6807 inwoners (volkstelling 2010).